# Phục bích tại Campuchia
Phục bích (tiếng Trung: 復辟), còn được phiên âm là phục tích hay phục tịch, nghĩa đen là "khôi phục ngôi vua" là trường hợp một quân chủ đã từ nhiệm hoặc đã bị phế truất hay từng bị lật đổ bởi các cuộc cách mạng và đảo chính trong nước, thậm chí phải lưu vong do nạn ngoại xâm nhưng sau đó khôi phục lại được ngôi vị của mình. Dưới đây liệt kê những cuộc phục bích tại Campuchia.

## Danh sách các cuộc phục bích
- Chey Chettha IV (tại vị:1675-1695, phục vị:1696-1699, tái phục vị:1701-1702, hựu tái phục vị:1703-1706)

Năm 1695, sau khi ổn định và cải cách triều đình, Nặc Ông Thu thoái vị để truyền ngôi cho cháu là Outey I, con của vua anh đã mất là Nặc Ông Đài. Năm 1696, Outey I mất, Nặc Ông Thu lên làm vua lần thứ hai. Năm 1699, Nặc Ông Thu lại đem quân tiến công Đàng Trong Đại Việt nhưng bị Nguyễn Hữu Cảnh đánh bại phải rút chạy vào rừng, Nặc Ông Yêm được chúa Nguyễn đưa lên làm vua năm 1700. Năm 1701, Nặc Ông Thu đem quân bản bộ ra đầu hàng chúa Nguyễn nên trở lại ngôi vị lần thứ ba, Nặc Ông Yêm bị phế truất. Năm 1702, Nặc Ông Thu thấy mình đã già yếu nên quyết định truyền ngôi lại cho người con trai mới 12 tuổi là Nặc Ông Thâm nhưng thực tế ông vẫn nắm giữ quyền lực. Năm 1703, Nặc Ông Thâm hoài nghi Nặc Ông Yêm mưu phản bèn phát binh trừng phạt, nhờ người Xiêm La giúp sức. Nặc Ông Yêm chạy sang cầu cứu chúa Nguyễn, Nguyễn Phúc Chu cho quân sang đánh tan quân Xiêm, Nặc Ông Thâm phải bỏ chạy sang Xiêm La, Nặc Ông Thu đành lên ngôi lần thứ tư.
- Nặc Ông Yêm (tại vị:1700-1701, phục vị:1714-1722)

Năm 1701, Nặc Ông Yêm lên ngôi báu chưa nóng chỗ đã bị chúa Nguyễn phế trừ ngôi vị do Nặc Ông Thu quy hàng nên được phép phục tịch. Năm 1708, Nặc Ông Thâm phải cầu viện quân Xiêm La để chống lại cuộc đảo chính của Nặc Ông Yêm. Nặc Ông Yêm thua chạy sang Gia Đinh cầu xin hỗ trợ của chúa Nguyễn, chúa Nguyễn sai quan cai cơ là Nguyễn Cửu Vân sang đánh Nặc Ông Thâm. Nguyễn Cửu Vân sang phá được quân Xiêm La, đem Nặc Ông Yêm về thành La Bích, từ đó Nặc Ông Thâm ở Xiêm La cứ thỉnh thoảng đem quân về đánh Nặc Ông Yêm. Năm 1714, quân của Nặc Ông Thâm về lấy thành La Bích và vây đánh Nặc Ông Yêm. Nặc Ông Yêm sai người sang Gia Định cầu cứu. Quan đô đốc Phiên trấn Gia Định là Trần Thượng Xuyên và quan phó tướng Trấn biên Biên Hòa là Nguyễn Cửu Phú phát binh sang đánh, vây Nặc Ông Thu và Nặc Ông Thâm ở trong thành La Bích. Nặc Ông Thu và Nặc Ông Thâm sợ hãi, bỏ thành chạy sang Xiêm La. Trần Thượng Xuyên lập Nặc Ông Yêm lên làm vua Chân Lạp lần thứ hai, Nặc Ông Yêm lấy hiệu là Keo Fa III, sử Việt còn ghi là Kiều Hoa đệ tam.
- Nặc Ông Thâm (tại vị:1702-1703, phục vị:1707-1714, tái phục vị:1736-1747)

Năm 1703, Nặc Ông Thâm bị quân chúa Nguyễn đánh bại phải đào tẩu sang Xiêm La, vua cha là Nặc Ông Thu lúc đó đã thoái vị đành quay lại ngai vàng. Năm 1706, Nặc Ông Thâm từ Xiêm La hồi hương, sang đầu năm sau Nặc Ông Thu lại từ nhiệm để trao quyền lực chính trị cho con lần thứ hai. Năm 1714, chúa Nguyễn đưa quân sang giúp đỡ Nặc Ông Yêm phục vị, đánh bại quân của Nặc Ông Thâm khiến ông này và cha là Nặc Ông Thu đều phải lưu vong sang Xiêm La. Năm 1722, Nặc Ông Yêm chết, con là Nặc Ông Tha kế vị. Năm 1736, Nặc Ông Thâm từ Xiêm La kéo quân về đánh phá, Nặc Ông Tha bại trận chạy trốn sang nương nhờ chúa Nguyễn, như vậy Nặc Ông Thâm giành được ngôi vua lần thứ ba.
- Nặc Ông Tha (tại vị:1722-1736, phục vị:1749)

Năm 1736, Nặc Ông Tha bị Nặc Ông Thâm đem binh từ Xiêm La trở về đánh bại nên chấp nhận mất ngôi, chạy sang Đàng Trong Đại Việt lưu trú. Năm 1747, Nặc Ông Thâm mất, con là Nặc Ông Hiên và Nặc Ông Yếm tranh nhau. Nặc Ông Yếm trở thành vua nhưng ngay trong năm lên ngôi, ông đã bị ám sát bởi người em trai, hoàng tử Nặc Ông Hiên, người muốn cướp ngai vàng. Bá quan trong triều và các vị chức sắc tôn giáo đã ghê tởm trước hành động giết vua anh này, và đã lựa chọn hoàng tử Nặc Đôn làm vua (Ang Tong là con trai của Outey I). Năm 1749, chúa Nguyễn sai quan Điều khiển là Nguyễn Hữu Doãn đem quân sang đánh Nặc Đôn và đem Nặc Ông Tha về nước. Nặc Ông Tha về được mấy tháng lại bị người con thứ hai của Nặc Ông Thâm là Nặc Ông Nguyên đem quân Xiêm La sang đánh đuổi đi, kết cục chạy sang chết ở Gia Định.
- Nặc Đôn (tại vị:1747-1749, phục vị:1755-1758)

Năm 1749, Nặc Đôn bị quân chúa Nguyễn đánh bại phải bỏ chạy sang Xiêm La. Tuy nhiên, Nặc Ông Tha phục tịch chỉ ít lâu thì bị Nặc Ông Nguyên rước quân Xiêm La về nước đánh đổ, trốn sang Gia Định rồi bệnh chết ở đó. Năm 1755, Nặc Đôn lại mượn sức người Xiêm mở cuộc hành quân lớn, đánh thẳng vào kinh đô Nam Vang. Nặc Ông Nguyên thua trận chạy trốn sang Hà Tiên đầu hàng Trịnh Thiên Tứ, Nặc Đôn lần thứ hai trở thành quân chủ Cao Miên.
- Norodom Sihanouk (tại vị:1941-1955) (phục vị:1993-2004)

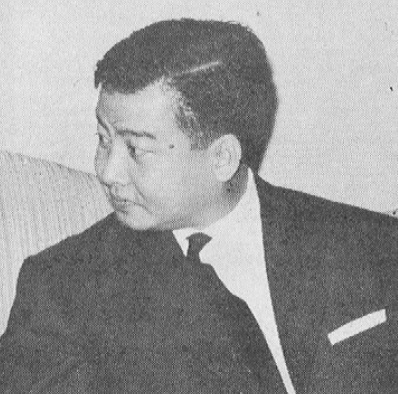
Norodom Sihanouk

Năm 1955, Quốc vương Campuchia Norodom Sihanouk cho mở một cuộc trưng cầu dân ý với câu hỏi: "Người dân có hài lòng với việc Quốc vương thực hiện cam kết Thánh chiến Hoàng gia của mình hay không?" Kết quả cuộc trưng cầu dân ý là 99,9% người được hỏi trả lời "Có", do đó ông quyết dịnh thoái vị nhường ngôi cho cha mình là Norodom Suramarit. Sau khi cha ông mất năm 1960, Sihanouk không đề cử ai làm Quốc vương mà được Quốc hội bổ nhiệm vào chức Quốc trưởng với danh vị hoàng thân. Năm 1970, trong lúc ông đang ở nước ngoài, Lon Nol - thủ tướng chính phủ - cho quân đội bắt giữ chính quyền dân sự ở Phnôm Pênh và bố trí xe tăng bao vây toà nhà Quốc hội sau đó triệu tập Quốc hội bỏ phiếu phế truất Sihanouk khỏi vị trí Quốc trưởng và trao quyền lực khẩn cấp cho Lon Nol. Khi nước Cộng hòa Khmer rơi vào tay Khmer Đỏ vào năm 1975, Hoàng thân Sihanouk trở thành nguyên thủ quốc gia hình thức của chính phủ mới khi Pol Pot còn nắm quyền lực. Năm 1976, Sihanouk từ chức vì sự tàn bạo của Khmer đỏ và nghỉ hưu, ông sang tị nạn tại Trung Quốc và Bắc Triều Tiên. Năm 1991, Hoàng thân Norodom Sihanouk trở về Campuchia sau nhiều năm lưu vong. Trong cuộc bầu cử 1993, đảng Nhân dân Cách mạng Campuchia thất cử. Sihanouk đã can thiệp để buộc con trai là Hoàng thân Ranariddh và đảng FUNCIPEC của ông này tiếp nhận Hun Sen làm đồng thủ tướng nhằm đổi lấy việc trở lại ngai vàng, qua đó ông tái đăng cơ để lần thứ hai trở thành quốc vương Campuchia.